# Villarrica (Paraguay)
Pour les articles homonymes, voir Villarrica.
Villarrica est une ville, située dans la partie centre-sud du Paraguay. Fondée à l'origine en 1570 sur l'actuel territoire brésilien sous le nom de Villa Rica del Espíritu Santo. Elle est l'une des plus anciennes villes du pays. Elle est la capitale et la commune la plus peuplée du département de Guairá.
Villarrica comptait une population de 73.000 habitants en 2019.

## Histoire

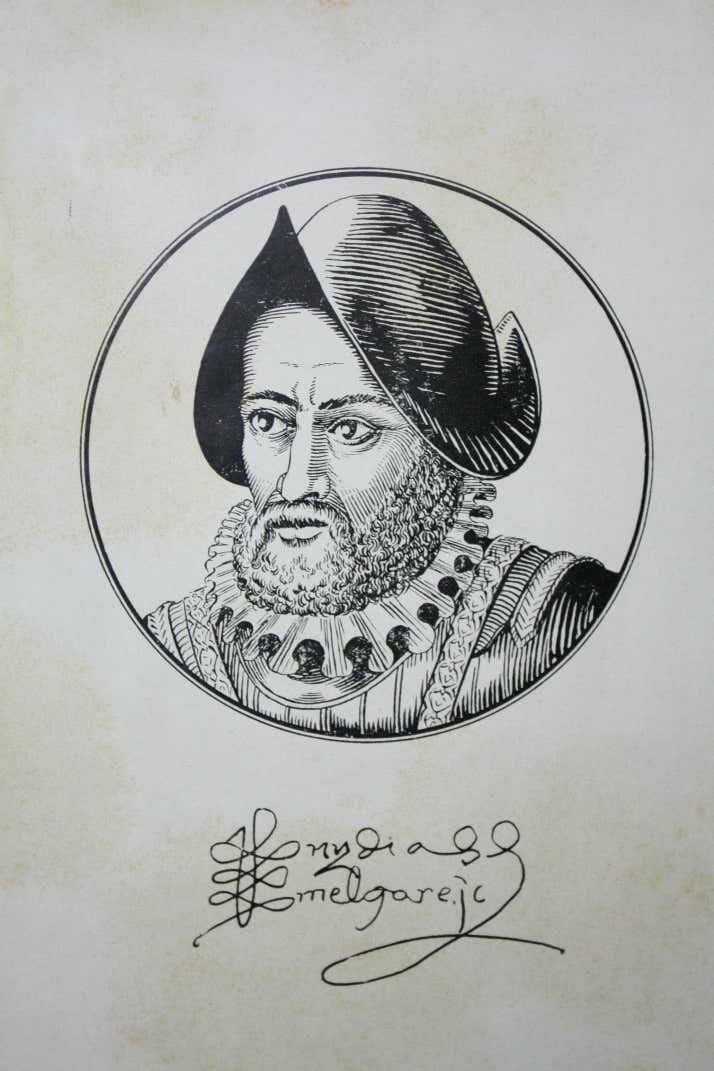
Capitaine Melgarejo, fondateur de Villarrica.

Villarrica a été fondée le 14 mai 1570 par un conquistador sévillan nommé Ruy Díaz de Melgarejo dans l'ancienne province espagnole de Guayra. Cette province correspond au territoire actuel des États brésiliens de Paraná et de Sao Paulo et était une zone de litige entre la Castille et le Portugal en raison des termes ambigus du traité de Tordesillas. La ville a reçu le nom de villa rica (espagnol ville riche) parce que l’on croyait qu’il y avait des métaux précieux à proximité de ses terres.
En raison des attaques répétées des bandeirantes portugaises, la ville a dû se déplacer sept fois jusqu'à atteindre son emplacement actuel à l'ouest des collines appelées en guarani Ybytyruzú. En 1701, Philippe V d'Espagne approuva son installation définitive, un Cabildo fut formé et les parcelles furent attribuées,,. Depuis 1580, les franciscains se chargent d'éduquer le peuple, de couvents qui servent d'écoles primaires et secondaires, mais aussi de christianiser les indigènes.
Le chemin de fer est arrivé à Villarrica en 1889 en provenance de la ville de Paraguari et la croissance économique a commencé. De 1892 jusqu'au début du XXe siècle, la ville a accueilli un nombre important d'immigrants venus d'Europe, d'Argentine et d'Uruguay, qui ont contribué au développement de l'industrie et de la culture.

## Géographie
La municipalité de Villarrica est située à 172 km à l'est d'Asuncion, à 237 km au nord d'Encarnación et à 217 km à l'ouest de Ciudad del Este. Dans le département de Guairá, elle est située dans la région centre-ouest, à 200 m d'altitude et à proximité des collines d´Ybytyruzú. La commune a une forme triangulaire et une superficie de 247 km2.

### Géologie et Orographie
Le sol est composé de grès entrecoupés de schistes et de formations calcaires oolithiques. Dans les plaines alluviales de la rivière Tebicuarymí, il s'agit de sols sédimentaires quaternaires. Les sols de la zone urbaine sont principalement des collines sablonneuses, avec des pentes douces au nord et des pentes légèrement plus raides au sud. Ils ont généralement une bonne épaisseur dans les parties les plus hautes, et peu ou pas du tout dans les zones basses et plus raides. Un bon drainage et aucune roche sont également observés. Tant dans la zone urbaine de Villarrica que dans l´hameau 14 de Mayo (sur la route de Ñumí), on trouve du matériel latéitique-ferrugineux et se présente en couches épaisses qui soutiennent de petites élévations topographiques.
En raison de la déforestation, les restes de végétation arborescente primitive sont actuellement préservés presque exclusivement dans des zones difficiles d'accès comme les berges des cours d'eau. Dans son relief de plaines vallonnées, poussent une grande variété de graminées et de palmiers. Les graminées peuvent être des prairies naturelles ou cultivées pour l’alimentation animale. L’extension actuelle des palmeraies est réduite mais progresse en raison de la dégradation des sols.

### Hydrographie

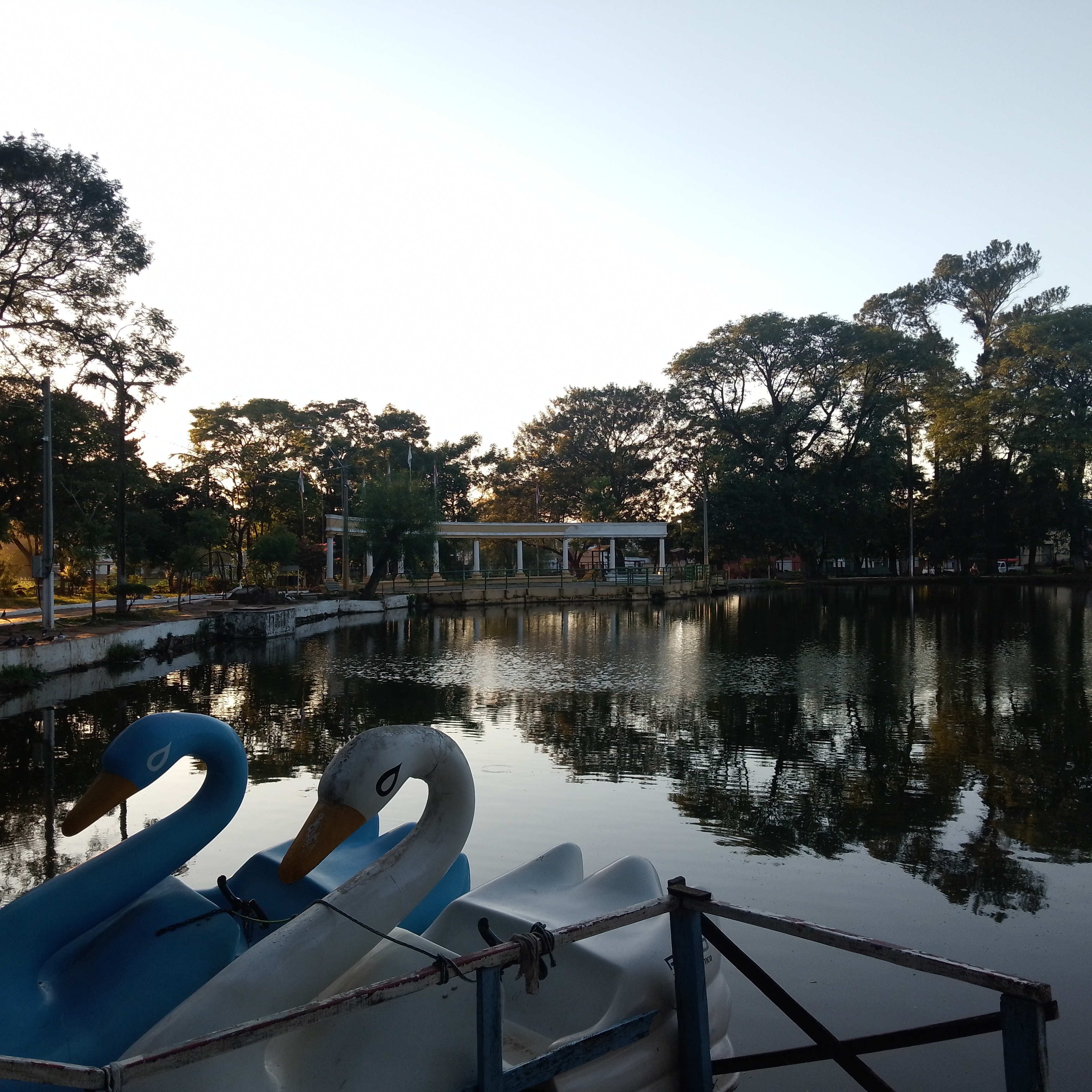
Lagune Ycuá Pytá

Villarrica occupe une position centrale au sein d'un département qui occupe déjà une position centrale dans la région orientale du Paraguay. En raison de cette centralité, les côtes des deux principaux fleuves de sa région, le Paraguay et le Paraná, sont suffisamment éloignées pour qu'aucun fleuve affluent n'atteigne le territoire municipal. De cette manière, le drainage de la ville se fait à travers les réseaux de ruisseaux de la rivière Tebicuarymí. Le type de drainage est centrifuge par rapport au centre urbain et un bon drainage interne au centre avec des sources qui s'écoulent vers le sud, vers le ruisseau Guarapo et ce vers le bassin du ruisseau Bolas Cuá. Le ruisseau Bobo et son principal affluent, le ruisseau Caraguatay, s'écoulent vers le nord-ouest jusqu'au bassin de Tebicuarymí.
Au nord de la ville se trouve le ruisseau Bobo. Sur presque toute sa longueur, elle possède de marécages qui s'étendent jusqu'aux voies ferrées près de la ville de Félix Pérez. Presque parallèle au ruisseau Bobo, il y a un de ses affluents appelé Mitay, qui sert de frontière entre Villarrica et la ville de Yataity. À l'ouest, il y a un autre affluent, le ruisseau Kaundy, qui sépare Villarrica de Félix Pérez.

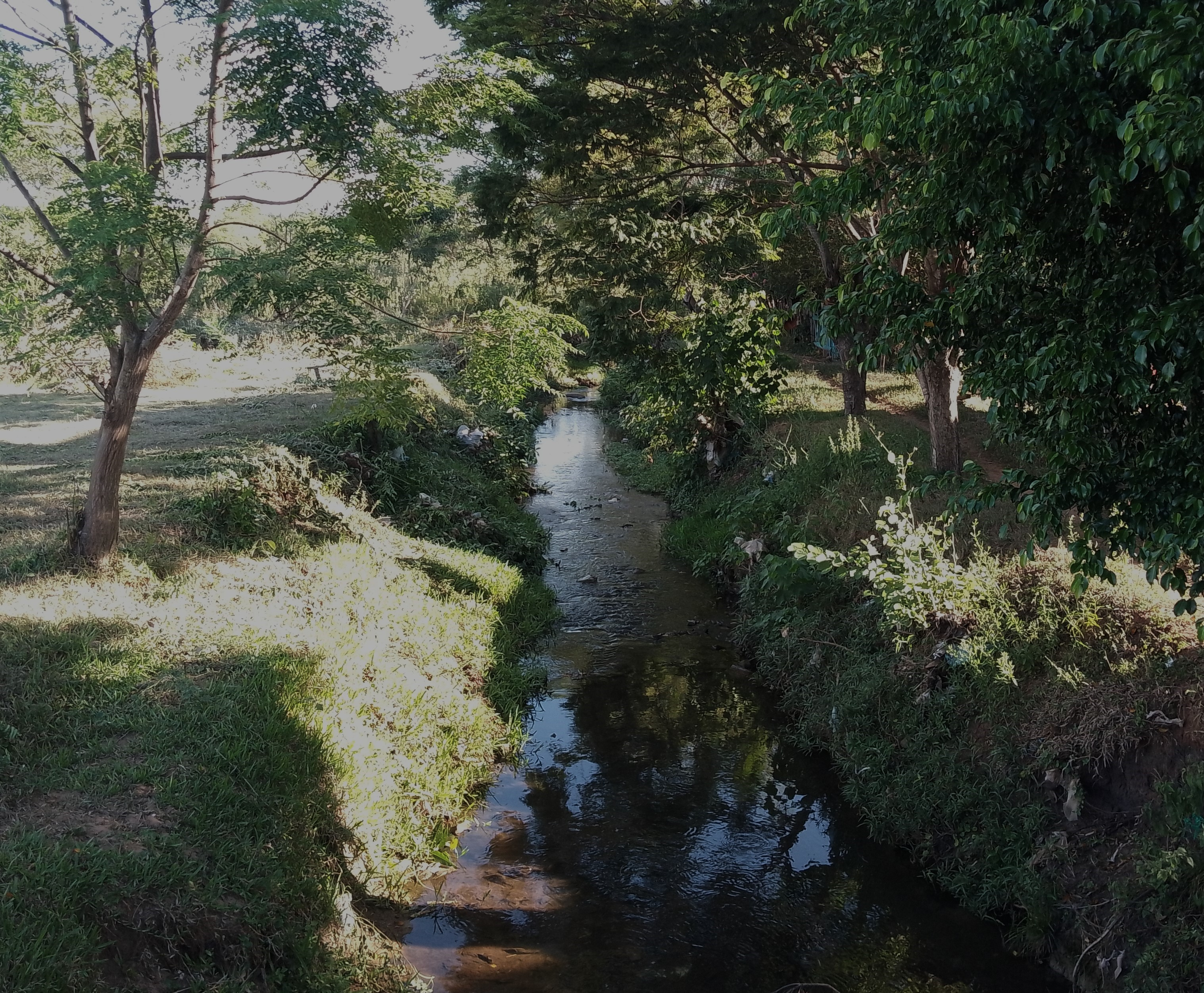
Ruisseau Carumbey traversant le quartier de San Miguel.

À l'extrémité sud-est de la commune, dans l´hameau 14 de Mayo, coule le ruisseau Remansito et sert de limite entre Villarrica et Ñumí. Le Remansito coule légèrement vers le sud-ouest. Le ruisseau Ovie  est situé au sud-est de la commune entre les hameaux  14 de Mayo et Lemos et se dirige vers le sud-ouest jusqu'à ce qu'il fusionne avec le Remansito et forme le ruisseau Bolas Cuá. Le Bolas Cuá suit initialement la direction sud-ouest et sert de frontière entre Villarrica et San Salvador. Cependant, en traversant l´hameau de Yhacamí (San Salvador), elle prend le nord-ouest et borde à nouveau le territoire de Villarrica (Caazapamí) et forme la frontière avec la commune de Borja.
Dans le quartier de Lomas Valentinas, le ruisseau Ycua Angua prend sa source dans la lagune du même nom. L'Ycua Angua coule vers le sud jusqu'à atteindre le quartier de Santa Librada, puis se dirige vers le sud-est jusqu'à se jeter dans le Carumbey, dans le quartier de Santa Lucía. Le ruisseau Carumbey naît de la lagune Ycuá Pytá dans le quartier Centro et traverse vers le quartier de San Miguel au sud-est, à San Miguel, il continue vers le sud puis le sud-est jusqu'à atteindre le quartier de Santa Lucía. À Santa Lucía, il reçoit le drainage du ruisseau Itacuá et poursuit un long voyage vers le sud-est jusqu'à se jeter dans le ruisseau Bolas Cua de l´hameau de Caazapamí. De cette manière, le Bolas Cuá reçoit l'eau de la zone urbaine et des zones rurales du sud et de l'est de la commune.

### Faune et flore

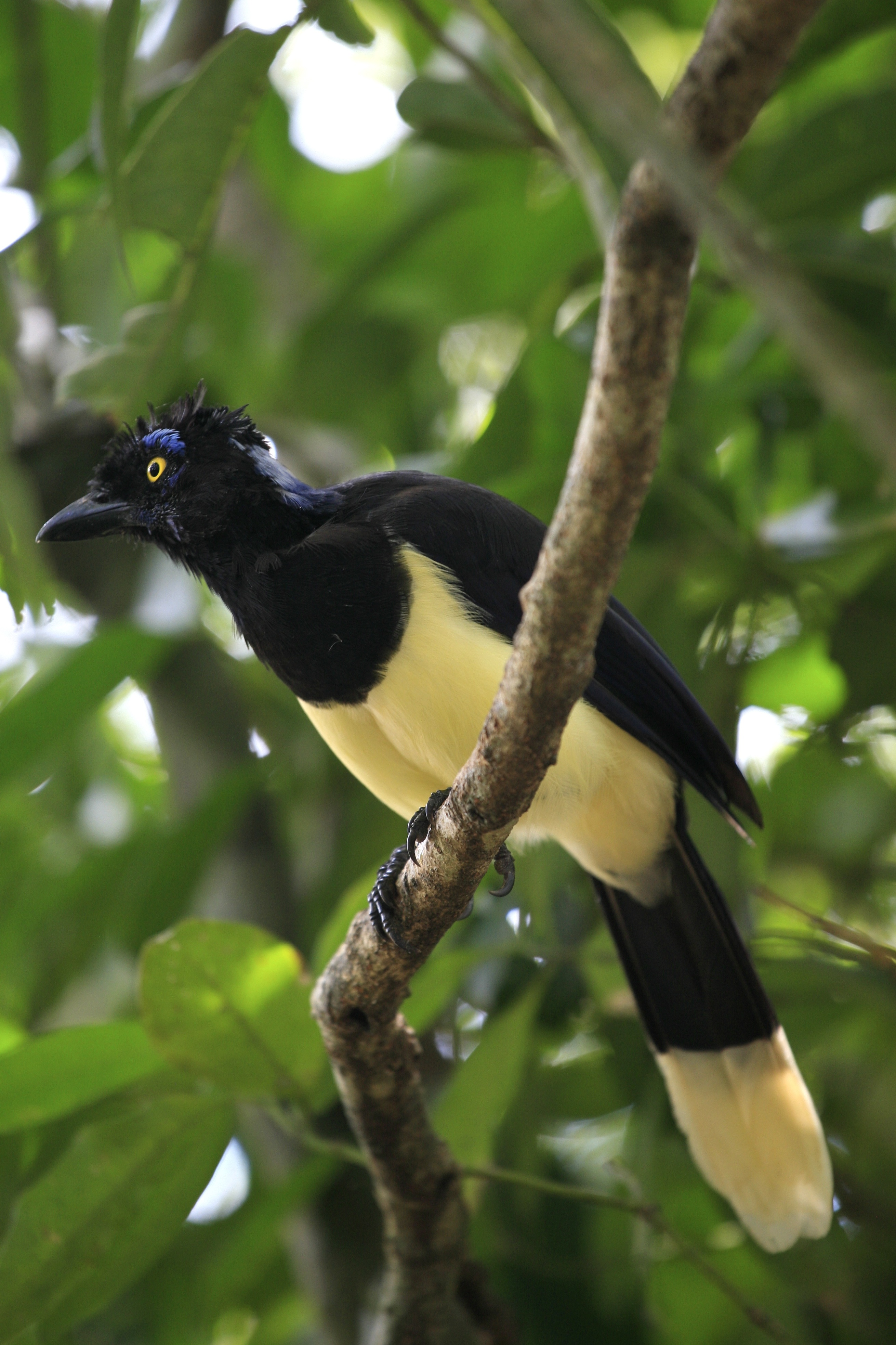
Cyanocorax chrysops. Mieux connu sous son nom guarani Aka'e.

Les animaux indigènes pouvant être observés sur le territoire de la ville sont les suivants  
- Oiseaux : Pitangus sulphuratus, Cyanochorax chrysops, Procnias nudicollis, Nyctibius griseus, Campephilus melanoleucos, Mergus octosetaceus, Vanellus chilensis et Amazona vinacea.
- Reptiles : Hydrodynastes gigas, Eunectes notaeus et Dracaena paraguayensis.
- Mammifères : Myrmecophaga tridactyla, Cerdocyon thous, Didelphis albiventris et Vampyressa pusilla[4].

Les espèces animales les plus vulnérables sont la loutre géante et la buse mantelée. Le prédateur suprême, le jaguar, est actuellement éteint à Villarrica et dans l'ouest de Guaira.
Quant aux arbres indigènes, on peut fréquemment voir Handroanthus impetiginosus (lapacho rose), Handroanthus serratifolius (ébénier de Guyane), Jacaranda mimosifolia (flamboyant bleu), Peltophorum dubium (ibirapitá), Cordia trichotoma (peteribi) et Enterolobium contortisiliquum (timbo) 
Certains fruits indigènes sont le fruit de la passion (Passiflora edulis), la acérola (Malpighia emarginata), la cerise de Cayenne (Eugenia uniflora), le coyol (Acrocomia aculeata) et la cherimoya (Annona cherimola).

## Économie
Les industries sont de petite ou moyenne taille, comme la fabrication de sucre, la boulangerie, les usines de chaussures, la fabrication de meubles et de balances, l'artisanat et la fabrication de tissus ao po'i. Le commerce de détail et de gros est important dans l'économie locale car les universités attirent des étudiants de tout le département de Guairá, des départements de Caazapá et de Caaguazú et même du Brésil.
La production agricole est essentiellement de subsistance, cultivant, parmi les fruits, des bananes, des citrons, des poivrons, des mandarines, des arachides, des orangers aigres, des orangers doux, des ananas, des pamplemousses et des fraises. Parmi les légumes, on trouve l'ail, le coton, la patate douce, l'oignon, les haricots, le maïs, le manioc, la pomme de terre, le haricot et la tomate. À cela s'ajoutent la canne à sucre, utilisée principalement pour fabriquer de la mélasse, et ce que les paraguayens appelle l'herbe du Cameroun, qui Il sert de complément dans l’alimentation du bétail.